# Tschitti Tschitti Bäng Bäng
Tschitti Tschitti Bäng Bäng (englisch Chitty Chitty Bang Bang) ist der Titel eines Kinderbuchs des englischen Schriftstellers Ian Fleming, der das Buch für seinen Sohn Caspar (1952–1975) verfasste. Es wurde von John Burningham illustriert und in Flemings Todesjahr 1964 von Jonathan Cape im Verlag Random House veröffentlicht. Die deutschsprachige Übersetzung von Ursula von Wiese erschien 1965/1966 in zwei Bänden unter den Titeln Tschitti-tschitti-bäng-bäng. Die Abenteuer eines Wunderautos und Tschitti-tschitti-bäng-bäng. Die neuen Abenteuer des Wunderautos. Diese Bücher enthielten ebenfalls Burninghams Illustrationen. Diese wurden in späteren Auflagen durch Zeichnungen von Dietrich Lange ersetzt.
Die Inspiration zu dem Buch entstand durch die realen Chitty-Bang-Bang-Rennwagen des Grafen Louis Zborowski, der diese Fahrzeuge auf der Basis von Mercedes-Chassis, mit Maybach- oder Mercedes-Flugzeugmotoren und einem Hubraum zwischen 15 und 27 Litern, konstruierte, baute und mit diesen wahren Monstern um 1920 Autorennen fuhr. Das Anlassen des Motors innerhalb von Stadtgrenzen war aufgrund der Lautstärke untersagt.

## Handlung
Caractacus Pott, ein in England wohnender Erfinder von allem möglichen, jedoch meistens nicht besonders rentablem Kleinkram, hat mit dem Verkauf der Erfindung eines neuartigen Lutschbonbons, das auch als Pfeife benutzt werden kann, endlich einiges Geld verdient. Von diesem kauft er einen einst sehr erfolgreichen Rennwagen vom Schrottplatz, um ihn wieder aufzubauen. Im Laufe der Renovierung zeigt sich, dass der bei seinem letzten Rennen verunglückte grüne Oldtimer einen eigenen Willen und anscheinend auch Selbstheilungskräfte besitzt.
Nach wochenlangem Basteln führt der Erfinder Pott den Wagen seiner Familie vor: Das Anlassergeräusch „Tschitti tschitti“ und zwei kleine „Bäng! Bäng!“-Fehlzündungen sind die ersten Geräusche, die der Wagen beim Starten erzeugt, und sie geben ihm auch sogleich seinen Namen. Wegen des schönen Wetters wird ein Picknickkorb gepackt und eine Fahrt ans Meer begonnen. Da allerdings unzählige andere Autofahrer die gleiche Idee hatten, finden sie sich in einem Riesenstau wieder, der das rechtzeitige Ankommen am Meer unmöglich macht. Im Armaturenbrett leuchtet ein Knopf auf, den Mr. Pott zieht, was das Auto in ein Flugauto verwandelt, mit dem sie über den Stau hinweg zu einer großen Sandbank am Ärmelkanal fliegen. Das Picknick wird aufgegessen, und anschließend legt man sich in die Sonne.
Die hereinkommende Flut weckt alle unsanft: Da der verbleibende Rest Strand zum Start des Flugautos nicht ausreicht, verwandelt sich Tschitti Tschitti Bäng Bäng wiederum, diesmal in einen Schwimmwagen, der die Familie über den Kanal nach Frankreich bringt. Nach der Landung finden sie in einer Höhle ein Lager mit Waffen und Sprengstoff, das sie nach kurzem Überlegen in die Luft jagen, wonach sie sich aus dem Staub machen.
Die Gangster, denen das Lager offensichtlich gehörte, treffen gerade ein, als die Familie aus den Höhlenausgang fährt. Sie versuchen, die Flüchtenden aufzuhalten, jedoch entkommen die Potts mit Hilfe des in ein Flugauto verwandelten Tschitti Tschitti Bäng Bängs. Nachts im Hotel gelingt es den Gangstern, die beiden Kinder der Potts zu entführen und mit ihnen nach Paris zu entkommen. Dort wollen sie die Kinder benutzen, um den berühmten Süßigkeitenladen von Monsieur Bon Bon auszurauben. Die Kinder bekommen jedoch Wind von der Sache und es gelingt ihnen, den Ladenbesitzer zu warnen, der schnell alle Jalousien des Ladens schließt.
Währenddessen haben die Eltern die Entführung bemerkt und sind bereits, durch Tschitti Tschitti Bäng Bängs Fähigkeit, Spuren zu verfolgen, ebenfalls in Paris angekommen. Sie treffen gerade ein, als die Gangster versuchen, mit ihrem Wagen vom Tatort zu entkommen: Tschitti Tschitti Bäng Bäng rammt den Gangsterwagen, und die Polizei sammelt die Verbrecher ein.
Zur Belohnung verrät Monsieur Bon Bon den Kindern das streng geheime Rezept seiner berühmten Süßigkeiten. Familie Pott fliegt mit dem Wunderauto mit unbekanntem Ziel zu neuen Abenteuern davon.

## Adaptionen
Der Roman wurde 1968 in einer Musical-Verfilmung nach einem Drehbuch von Roald Dahl und Ken Hughes verarbeitet, in der Dick Van Dyke als Caractacus Potts und Sally Ann Howes als Truly Scrumptious die Hauptrollen spielen, während Gert Fröbe in einer Nebenrolle den kinderhassenden Baron verkörpert. Ken Hughes führte dabei auch Regie, und Albert R. Broccoli, als Produzent der James-Bond-Reihe nach den Romanen von Ian Fleming bekannt, produzierte den Film. Songs und Musik schufen die Brüder Richard M. Sherman und Robert B. Sherman; für die musikalische Leitung zeichnete Irwin Kostal verantwortlich.
2002 wurde die Filmversion, die sich inhaltlich von der Buchvorlage deutlich entfernt, von Jeremy Sams für das Londoner West End in ein Bühnenmusical umgewandelt. Dazu steuerten die Sherman-Brüder sechs neue Songs bei. Die Uraufführung fand am 16. April 2002 im London Palladium statt.
Im Anschluss an die Londoner Laufzeit eroberte die Produktion 2005 den New Yorker Broadway, darauf folgten Tourneeproduktionen in einer zusätzlich von Ray Roderick bearbeiteten Fassung durch die USA (2008–2009) und Großbritannien (2005–2013) mit einer Laufzeit in Singapur (2007) sowie eine Neuinszenierung in Sydney und Melbourne (2012).
Am 30. April 2014 präsentierte das Staatstheater am Gärtnerplatz München die deutschsprachige Erstaufführung mit Peter Lesiak als Caractacus Potts, Nadine Zeintl als Truly Scrumptious, Frank Berg als Großvater Potts, Erwin Windegger als Baron Bomburst, Sigrid Hauser als Baronin Bomburst und Markus Meyer als Kinderfänger.

## Ausgaben
- Ian Fleming: Tschitti-Tschitti-Bäng-Bäng. Die Abenteuer eines Wunderautos (Originaltitel: Chitty-Chitty-Bang-Bang, the Magical Car). Mit Zeichnungen von Dietrich Lange. Deutsch von Ursula von Wiese. 10. Auflage. Maier, Ravensburg 1980, 139 S., ISBN 3-473-39137-9
- Ian Fleming: Tschitti-tschitti-bäng-bäng (Originaltitel: Chitty-Chitty-Bang-Bang). Scherz, Bern und München. Illustrationen von John Burningham. Deutsch von Ursula von Wiese.
  - Band 1: Die Abenteuer eines Wunderautos. 1965, 64 S.
  - Band 2: Die neuen Abenteuer des Wunderautos. 1966, 71 S.